# Formel Nippon 1997
Formel Nippon 1997 dominerades totalt av Pedro de la Rosa, som vann titeln med 82 poäng mot tvåan Takuya Kurosawas 28.

## Delsegrare
| Datum        | Bana   | Vinnare            |
| ------------ | ------ | ------------------ |
| 27 april     | Suzuka | Pedro de la Rosa   |
| 18 maj       | Mine   | Pedro de la Rosa   |
| 1 juni       | Fuji   | Takuya Kurosawa    |
| 6 juli       | Suzuka | Pedro de la Rosa   |
| 3 augusti    | Sugo   | Pedro de la Rosa   |
| 31 augusti   | Fuji   | Pedro de la Rosa   |
| 14 september | Mine   | Norberto Fontana   |
| 28 september | Motegi | Pedro de la Rosa   |
| 19 oktober   | Fuji   | Katsutomo Kaneishi |
| 9 november   | Suzuka | Pedro de la Rosa   |

## Slutställning
| Plats | Förare              | Poäng |
| ----- | ------------------- | ----- |
| 1     | Pedro de la Rosa    | 82    |
| 2     | Takuya Kurosawa     | 28    |
| 3     | Norberto Fontana    | 21    |
| 4     | Hidetoshi Mitsusada | 20    |
| 5     | Masami Kageyama     | 19    |
| 6     | Toranosuke Takagi   | 18    |
| 7     | Masahiko Kageyama   | 16    |
| 8     | Ralph Firman        | 14    |
| 9     | Katsutomo Kaneishi  | 10    |
| 10    | Akira Iida          | 9     |